# Phedon Papamichael
Phedon Papamichael, född 1962 i Aten, är en grekisk filmfotograf och filmregissör. 
Papamichael har vid två tillfällen nominerats till en Oscar för bästa foto: 2013 för Nebraska och 2020 för The Trial of the Chicago 7. Han samarbetar ofta med regissören James Mangold.
Han är son till scenografen Phedon Papamichael Sr som bland annat arbetade med John Cassavetes. Han föddes i Aten med flyttade med sin familj till München när han var barn. Han inledde sin karriär som pressfotograf och flyttade till New York 1983 på inbjudan av sin släkting, John Cassavetes. Även han började arbeta med Cassavetes vilket ledde till att han bytte bana till filmfoto och filmskapande.

## Filmografi (i urval)
- 1996 – Fenomen
- 1997 – Mus i sitt eget hus
- 2002 – Moonlight Mile
- 2005 – Walk the Line
- 2006 – Jakten på lycka
- 2007 – 3:10 to Yuma
- 2008 – W.
- 2010 – Knight and Day
- 2011 – The Descendants
- 2011 – Maktens män
- 2012 – This Is 40
- 2013 – Nebraska
- 2014 – The Monuments Men
- 2017 – Downsizing
- 2019 – Le Mans '66
- 2020 – The Trial of the Chicago 7
- 2024 – A Complete Unknown
- 2024 – Daddio